# Старомойгоры
Старомойгоры — деревня в городском округе Серебряные Пруды Московской области.

## География
Находится в южной части Московской области на расстоянии приблизительно 13 км на запад по прямой от окружного центра поселка Серебряные Пруды.

## История
Известна с 1589 года как деревня Мойгора. В 1795 году здесь (уже деревня Старая Мойгора) числилось 70 ревизских душ. В сельце Мойгора (на другой стороне речушки Филатовка) 133. В 1816 году в обоих населенных пунктах было учтено 30 дворов. В период 2006—2015 годов входила в состав сельского поселения Узуновское Серебряно-Прудского района. Ныне имеет дачный характер.

## Население
Постоянное население составляло 203 человека (1795 год), 438 (1816), 2 в 2002 году (русские 50 %, украинцы 50 %), 7 в 2010.